# Clavocerithium
Clavocerithium is een geslacht van slakken uit de familie van de Cerithiidae. De wetenschappelijke naam van het geslacht is voor het eerst geldig gepubliceerd in 1920 door Cossmann.

## Soorten
De volgende taxa zijn bij het geslacht ingedeeld:
- Ondergeslacht Clavocerithium (Indocerithium) Chavan, 1953
  - Clavocerithium (Indocerithium) taeniatum (Quoy & Gaimard, 1834)